# Ecònomic (diàleg)
L'Econòmic (grec antic: Οἰκονoμικός, llatí: Oeconomicus) és un diàleg socràtic de l'escriptor grec Xenofont que tracta de l'economia domèstica i l'agricultura. És una de les primeres obres d'economia i una font important per al coneixement de la història social i intel·lectual de l'Atenes clàssica. A més de l'economia domèstica, el diàleg tracta temes com les qualitats d'homes i dones, les seves relacions, la vida rural enfront de la urbana, l'esclavitud, la religió i l'educació. Els estudiosos situen la redacció d'aquesta obra en els últims anys de la vida de Xenofont, potser després de l'any 362 aC. Ciceró va traduir l'Econòmic al llatí, i l'obra va ser molt popular durant el Renaixement i va ser traduïda a diversos idiomes.

## Resum
El diàleg amb el qual s'obre l'obra, i que li serveix de marc, té lloc entre Sòcrates i Critobul, el fill de Critó. Sòcrates hi discuteix el concepte de «riquesa», i l'identifica amb la vàlua i el benestar, no només amb les possessions. Relaciona la moderació en la despesa i el treball dur amb la prosperitat de l'economia domèstica. La data de redacció d'aquesta part de l'obra no pot ser anterior al 401 aC, atès que hi ha una referència a la batalla de Cunaxa (4.18).
Quan Critobul demana per les tasques relacionades amb la gestió de l'economia domèstica, Sòcrates confessa la seva ignorància sobre el tema, però refereix el que va sentir referent a un pròsper granger (kalós kagathós) anomenat Iscòmac. En la conversa referida per Sòcrates, Iscòmac descriu els mètodes que va usar per educar a la seva dona per la governació de la llar, els seus costums al govern dels esclaus, així com la tecnologia usada en les granges. Uns dos terços del diàleg es dedica a la discussió entre Sòcrates i Iscòmac. Al final de l'obra no es torna a la discussió amb Critobul.

## Composició i preceptes
Hi ha cinc parts principals:
- A. La propietat i el valor
- B. La parella
- C. Els administradors provisionals
- D. Els principis bàsics de l'agricultura
- E. L'art de ser obeït

## Comentari i interpretació
Aquest diàleg ha rebut últimament molta atenció per part de diferents escoles de pensament. Strauss va escriure un comentari polític-filosòfic sobre el diàleg; ho va considerar un examen irònic de la naturalesa de l'home noble, de la virtut i de les relacions domèstiques.
Michel Foucault va dedicar un capítol de la seva Història de la sexualitat (1976–1984) a «La casa d'Iscòmac». Foucault va prendre la descripció de Xenofont de la relació entre Iscòmac i la seva dona com una expressió clàssica de la ideologia sobre el poder a l'antiga Grècia, segons la qual el control per part de l'home de les seves emocions es reflectia externament en el seu control sobre la seva esposa, els seus esclaus i els seus subordinats polítics. Seguint a Foucault estudiosos feministes i historiadors socials han estudiat l'Econòmic com una font per les actituds gregues sobre la relació entre homes i dones, però s'han succeït diferents interpretacions. Uns veuen l'actitud de Xenofont com misògina i patriarcal, mentre uns altres mantenen que, en certa manera, fou un protofeminista.
La via d'interpretació irònica ha tractat a Iscòmac com l'objecte d'una sàtira, més que com un model per Xenofont. Molts han suggerit que l'Iscòmac del diàleg és el mateix home la família del qual va ser ridiculitzada a l'oratòria política atenesa. Després de la mort d'aquest Iscòmac, la seva vídua es va traslladar a viure amb la seva filla i el seu gendre Càl·lies, i aviat va quedar embarassada d'aquest, la qual cosa va conduir a un intent de suïcidi de la filla. Sovint es va parodiar a Càl·lies en les comèdies ateneses per la seva incontinència sexual i el seu pseudointel·lectualisme.
Com a font d'informació històrica sobre Sòcrates, alguns estudiosos neguen valor a les obres de Xenofont, mentre que uns altres com Leo Strauss encara els donen molt crèdit.